# Jindřich Staněk
Jindřich Staněk (* 27. April 1996 in Strakonice) ist ein tschechischer Fußballtorhüter.

## Karriere

### Verein
Nachdem er in seiner Jugend bis 2006 für SK Dynamo České Budějovice gespielt hatte, ging er in diesem Jahr in die Jugend von Sparta Prag über und verblieb hier auch bis zur U19. Von dort wechselte er Anfang 2014 nach England, wo er nun in der U21 des FC Everton war. Die verliehen ihn von September bis November 2015 dann an Hyde United. Nachdem er dann auch für die U23 von Everton gespielt hatte, ging er ablösefrei wieder zurück in sein Heimatland, wo er anschließend weiter für die B-Mannschaft seines ehemaligen Jugendklubs České Budějovice spielte. Sein Klub verlieh ihn dann von Februar bis Juni 2017 noch zu HFK Třebíč, wo er in der Dritten Liga auch einige Spiele absolvierte. Nach seiner Rückkehr wurde er Teil der ersten Mannschaft und feierte dann am 24. September 2017 sein Debüt in der Zweiten Liga. Er bekam nun auch die Rolle des Stammtorhüters, welche er nach einer Schulterverletzung, die er sich zum Saisonende hin zuzog, jedoch erst im Oktober 2019 wieder innehatte. Am Ende dieser Spielrunde stieg er mit seinem Klub dann auch in die Erste Liga auf und kam hier auf dieser Position auch gleich am ersten Spieltag zum Einsatz.
Nachdem er dann aber nicht mehr zum Einsatz gekommen war, wurde er Anfang 2020 erst einmal an Viktoria Pilsen verliehen, wo er über den Verlauf der Saison allerdings ebenso nur mit wenigen Ausnahme Bankdrücker war. Trotzdem schloss er sich Anfang 2021 dann fest Pilsen an und kam für diese schließlich dann auch in der Liga als Stammtorhüter regelmäßig zum Einsatz. So kam er auch zu Einsätzen in der Champions League als auch der Conference League. In der Saison 2021/22 gelang ihm mit seiner Mannschaft auch die Meisterschaft. 
Anfang Januar 2024 wechselte er für eine Ablöse von 1 Mio. € zu Slavia Prag.

### Nationalmannschaft
Für die tschechischen U16 hatte er unter anderem am 22. Januar 2012 einen Einsatz, sowie mehrere in der Qualifikation für die anstehende Europameisterschaft mit der U17. Von 2013 bis 2015 spielte er dann für die U19 und danach von 2016 bis 2018 für die U21. Er gehörte jedoch nie zum Kader bei einem Turnier.
Sein Debüt im Tor bei einer Partie der A-Nationalmannschaft hatte er dann am schließlich am 5. September 2021 bei einer 0:3-Niederlage gegen Belgien bei der Qualifikation für die Weltmeisterschaft 2022. Danach kam er in den folgenden Jahren auch in ein paar Freundschaftsspielen sowie der Nations League 2022/23 zum Einsatz, sowie zuletzt in der Qualifikation für die Europameisterschaft 2024.
Bei der Fußball-Europameisterschaft 2024 in Deutschland war Staněk der Stammtorhüter der tschechischen Nationalmannschaft. Im dritten Spiel gegen die Türkei verletzte er sich kurz vor der 50. Spielminute bei einer Parade an der Schulter. Er meldete die Verletzung mit erhobener Hand, der Schiedsrichter ließ aber weiterspielen und Staněk konnte wegen seiner Verletzung das Führungstor der Türkei in der 51. Spielminute nicht verhindern. Er wurde in der 55. Spielminute durch Matěj Kovář ersetzt und erlebte das Ende des Spiels auf der Ersatzbank mit, wobei er seinen rechten Arm in einer Schlinge trug.